# Dominique Mamberti
Dominique Mamberti, né le 7 mars 1952 à Marrakech au Maroc, est un prélat français, cardinal de l’Église catholique. Ordonné prêtre le 20 septembre 1981, il entre en 1986 au service du Saint-Siège. Il est élevé par le pape Jean-Paul II le 18 mai 2002 à la dignité épiscopale, est successivement nonce puis secrétaire à la Secrétairerie d'État. Il est depuis le 8 novembre 2014, préfet du Tribunal suprême de la Signature apostolique.

## Biographie
Dominique Mamberti est le fils unique d'un fonctionnaire issu du village de Vico en Corse-du-Sud, et d'une mère originaire du Territoire de Belfort. Dans les années 1960, jusqu'à ce qu’il parte faire ses études à Strasbourg et Paris, il vit avec sa famille à Belfort dans la rue Thiers, car son père y est militaire. Il fréquente alors l'église Notre-Dame-des-Anges de Belfort, dans laquelle il fait sa profession de foi en juin 1965. 
À leur retraite, ses parents déménagent à Ajaccio en Corse du Sud, département d'où est originaire sa famille paternelle. Chaque hiver, ils reviennent dans le petit village de Courtelevant dans le Territoire de Belfort où résidait la grand-mère maternelle de Dominique à qui il rendait visite régulièrement. 
Plusieurs membres de sa famille maternelle sont enterrés dans ce village ou y résident encore. 

### Formation
Il est diplômé d'études politiques et de droit public, études qu'il suit à Strasbourg puis à l'université Paris-II, avant de rejoindre le Séminaire français de Rome puis l'Académie pontificale ecclésiastique.
Ordonné prêtre pour le diocèse d'Ajaccio en Corse le 20 septembre 1981 par Jean-Charles Thomas, Dominique Mamberti fait son entrée au service diplomatique du Saint-Siège en 1986.

### Diplomate
Il fait l'essentiel de sa carrière comme représentant du Vatican en Algérie, au Chili (en), au Liban (en) et aux Nations unies.
Le 3 juillet 2002, il est consacré évêque en la basilique Saint-Pierre de Rome par le cardinal Angelo Sodano, alors secrétaire d'État du Saint Siège. Le pape lui attribue le titre d'archevêque titulaire de Sagone, évêché aujourd'hui disparu, qui se situait en Corse-du-Sud dans sa région d'origine.
De 2002 à 2006, il est nonce apostolique (ambassadeur du Saint-Siège) au Soudan (en), en Érythrée (en) et en Somalie (en).
Nommé secrétaire pour les relations avec les États de la Secrétairerie d'État le 15 septembre 2006, poste équivalent à celui de ministre des Affaires étrangères, il succède à Giovanni Lajolo qui devient gouverneur de la Cité du Vatican et président de la Commission pontificale pour l'État de la Cité du Vatican (ces deux postes étant respectivement l’exécutif et la tête du législatif de la Cité du Vatican). À ce titre, il est envoyé à Paris pour signer avec Bernard Kouchner, alors Ministre français des Affaires étrangères, l'accord du 18 décembre 2008 sur la reconnaissance des grades et diplômes dans l'enseignement supérieur,,.
Il travaille en étroite collaboration avec le cardinal Tarcisio Bertone, secrétaire d'État, et le pape Benoît XVI, dont il est considéré comme très proche. Le 16 mars 2013, le pape François, nouvellement élu, le reconduit provisoirement dans ses fonctions avec l'ensemble des responsables de la Curie romaine. Le 31 août suivant, il est confirmé en même temps que les autres supérieurs de la Secrétairerie d'État dans ses fonctions de secrétaire pour les rapports avec les États par François, le secrétaire d'État étant remplacé par Pietro Parolin.
En juillet 2014, du fait de la situation à Gaza, Mamberti envoie une note officielle à tous les ambassadeurs accrédités auprès du Saint-Siège, pour attirer leur attention sur les appels du pape François pour les chrétiens en Irak et ailleurs au Moyen-Orient. Mamberti explique que le Saint-Siège est profondément préoccupé par la souffrance des chrétiens dans la région, précisant que « Les communautés chrétiennes souffrent injustement, elles ont peur, et de nombreux chrétiens ont été forcés d'émigrer ».
Le 8 novembre 2014, il est nommé préfet du Tribunal suprême de la Signature apostolique, en remplacement du cardinal Raymond Burke nommé cardinal patron de l'ordre souverain de Malte.

### Cardinal
En 2015, il est créé cardinal par le pape François, en même temps que dix-neuf autres prélats,. Il reçoit alors la diaconie du Santo Spirito in Sassia.
Lors de ce consistoire, il est le seul prélat de la curie en activité et le seul Français à être créé cardinal. Il est le premier Corse à accéder à cette responsabilité depuis plus d'un siècle. Il préfère y voir une marque de confiance plus qu'une distinction : « Le Pape François m’avait déjà confirmé dans mes fonctions de Secrétaire pour les relations avec les États en 2013 et puis au mois de novembre il m’a nommé Préfet du Tribunal suprême de la Signature apostolique. Il a annoncé au début de ce mois ma création comme cardinal le 14 février. Je crois que ce sont des marques très significatives de cette confiance, en particulier la nomination au Tribunal suprême de la Signature apostolique qui est l’organe préposé à l’administration de la justice dans l’Église, et surtout ma nomination comme cardinal qui n’est pas une promotion, une dignité, mais avant tout la nomination dans le collège des cardinaux qui est chargé d’élire le Pape et de le conseiller pour les questions d’importance majeure dans le gouvernement de l’Église. ».
Le 13 avril suivant, François le nomme membre du Dicastère pour le culte divin et la discipline des sacrements, du Dicastère pour les causes des Saints et membre du conseil des cardinaux et évêques de la section pour les rapports avec les États de la Secrétairerie d'État.
Le 1er juillet 2024, plusieurs cardinaux-diacres optent pour l'ordre des cardinaux-prêtres; cela fait du cardinal Mamberti le plus ancien cardinal-diacre électeur puis le cardinal protodiacre le 28 octobre suivant, à la mort du cardinal Renato Martino. Après la mort du Pape François le 21 avril 2025, il est chargé d'annoncer au monde l'élection du nouveau pape avec la célèbre formule Habemus papam lors du conclave de 2025. Le 8 mai, il annonce que le cardinal Robert Francis Prevost devient pape sous le nom de Léon XIV. Victime d'un malaise, ce n'est cependant pas le cardinal Mamberti qui impose le pallium au nouveau pape.

## Décorations
- Chevalier grand-croix de l'ordre du Mérite de la République italienne‎ (décret du 5 février 2007 sur proposition du Conseil des ministres[17])
- Grand-croix de l'ordre de l’Étoile de Roumanie (décret du 26 août 2008 du Premier ministre Călin Popescu-Tăriceanu[18])
- Commandeur de la Légion d'honneur (décoration remise le 10 octobre 2009 par le Premier ministre François Fillon[19])
- Écharpe de l'ordre de l'Aigle aztèque (décoration remise le 22 janvier 2015 par l'ambassadeur du Mexique, Mariano Palacios Alcocer[20])